# Porites porites
Porites porites is een rifkoralensoort uit de familie van de Poritidae. De wetenschappelijke naam van de soort werd in 1766 voor het eerst geldig gepubliceerd door Peter Simon Pallas.